# Зенікет
Зенікет (*д/н —76 до н. е.) — цар Лікії та гірської Пісідії у 90-76 роках до н. е.

## Життєпис
Про походження нічого невідомо, можливо був еллінізованим сирійцем або персом. Спочатку був піратом біля узбережжя Лікії. Після поразки кілікійських піратів від пропретора Марка Антонія Оратора у 101 році до н. е., Зенікет, що був тоді незначним піратським очільником зумів здобув вплив серед колишніх піратських володінь.
Невдовзі Зенікет скористався безвладдям на південному узбережжі Малої Азії, захопив прибережне лікійське місто Олімпос і зробив його своєю столицею, з якої його флоти і війська виходили на завоювання. Завдяки своєму розташуванню, Олімпос був практично неприступний.
Поки точилася війна Риму з Мітридатом VI Євпатором, Зенікет поширив свою владу на гірське узбережжі східної Лікії від Священного мису до меж Памфілії. Його владу визнали міста Фаселіс, Корікос, Аперій, Мира, Ліміра і Гагі.
Протягом 90-х років до н. е. підкорилися Зенікету також гірські райони Пісідії навколо Соліми, найвищої гори, яка панує над Фаселісом (сучасна Тахтали-даг), включаючи землі Ороанди. Моагет, тиран Кібіри, став союзником або васалом Зенікета.
Також Зенікет захопив землі Памфілійської рівнини, зокрема Атталію. Було укладено союз з містом Сіда, яке надавало порт, доки та ринки кораблям держави Зенікета. Було зайнято острови Атталійської затоки — від Хелідонських на заході, до Елеусси на сході. Незабаром розпочав підготовку до захоплення західної Лікії.
Водночас у підвладних містах Зенікета почалося карбування срібних монет за зразком монет Лікійського союзу. При цьому став поширювати на своїх землях культ Мітри, але він закріпився переважно у піратів.
Кораблі Зенікета діяли від східної Італії до західної Сирії, входили до Чорного моря і дельти Нілу. Близько 90 року до н. е. прийняв титул царя. З початком Першої Мітрідатової війни у 89 році до н. е. влада Риму в Малій Азії була практично повалена. Тому Зенікет перейшов на бік Понтійського царя, спорядивши свій флот проти римлян.
Протягом 86-85 років Луцій Ліциній Мурена намагався приборкати Зенікета з суходолу, проте невдало. У 84 році до н. е. було знищено Моагета, тирана Кібіри. Втім наступ у 83 році до н. е. на Зенікета було припинено, оскільки почалася Друга Мітридатова війна. Після її завершення у 81 році до н. е. Зенікет розповсюдив свою владу на західну Лікію.
У 78 році до н. е. проти Зенікета виступив римський проконсул Публій Сервілій Ватія Ісаврік. Останній не зміг відразу атакувати внаслідок внутрішнього протистояння в Римі. Напочатку 77 року до н. е. римський флот вдерся до володінь Зенікета. Його флот на чолі із Ніконом зазнав поразки у битві при Хелідонських островах.
Після цього римлянами були захоплені міста південної Лікії — Аперій, Мира і Ліміра. Зенікет намагався організвати оборону в східній Лікії. Восени 77 року до н. е. розпочалися бої в Пісідії та гірській Лікії. Незважаючи на відчайдушній спротив було захоплено Фазеліс, а напочатку 76 року до н.е сплюндровано Корік. Зенікет укріпився у своїй столиці Олімпосі. Тривала облога завершилася поразкою останнього. Втім Зенікет вирішився не здаватися ворогові живим і спалив себе разом з родиною у царському палаці.